# Denis Adamov
Denis Adamov (* 16. Mai 1999) ist ein österreichischer Fußballspieler.

## Karriere
Adamov begann seine Karriere bei der SU BWH Lok Janecka Hörndlwald. Im März 2008 wechselte er zur SV Schwechat. Zur Saison 2009/10 wechselte er in die Jugend des FK Austria Wien, bei dem er ab der Saison 2013/14 auch in der Akademie spielte.
Zur Saison 2016/17 rückte er in den Kader der Amateure der Austria auf. Im Oktober 2016 debütierte er gegen die SKN St. Pölten Juniors für Austria II in der Regionalliga. Bis Saisonende kam er zu zwei Einsätzen in der dritthöchsten Spielklasse. In der Saison 2017/18 stieg er mit den Austria-Amateuren in die 2. Liga auf, kam jedoch in der Aufstiegssaison zu keinem Einsatz.
Nach dem Aufstieg schloss Adamov sich zur Saison 2018/19 dem Regionalligisten FC Mauerwerk an. Für Mauerwerk kam er zu 19 Regionalligaeinsätzen, in denen er drei Tore machte. Zur Saison 2019/20 wechselte er zum Ligakonkurrenten FCM Traiskirchen. Für die Niederösterreicher machte er bis zum Saisonabbruch 18 Spiele. Zur Saison 2020/21 wechselte er nach Slowenien zum Erstligisten NK Domžale.
Sein Debüt in der 1. SNL gab er im November 2020, als er am elften Spieltag jener Saison gegen den NK Maribor in der Startelf stand. In zwei Spielzeiten kam er insgesamt zu neun Einsätzen in der höchsten slowenischen Spielklasse, in denen er zwei Tore erzielte. Nach der Saison 2021/22 verließ er Domžale. Nach einem Halbjahr ohne Klub kehrte er im Februar 2023 nach Österreich zurück und wechselte zum Zweitligisten Floridsdorfer AC. Für die Wiener kam er aber nie zum Einsatz. Nach der Saison 2022/23 verließ er den FAC wieder.
Nach einem halben Jahr ohne Verein schloss er sich im Februar 2024 dem Regionalligisten Favoritner AC an.